# Міхаель Шульц
Міхаель Шульц (нім. Michael Schulz; 3 вересня 1961, Віттен, Північний Рейн-Вестфалія) — німецький футболіст, який виступав на позиції захисника. Бронзовий призер Олімпійських ігор 1988 та срібний призер чемпіонату Європи 1992. Після закінчення кар'єри працює футбольним експертом та репортером на різних телеканалах та футбольним агентом.

## Клубна кар'єра
Шульц розпочинав кар'єру в клубах «Неттлінген», «Зулінген» та «Зіке», після чого провів три роки за «Ольденбург» в Оберлізі — тоді третій лізі Німеччини.
У 1997 році Шульц перейшов «Кайзерслаутерн», де у 26 років розпочав професійну кар'єру. У 1989 році Міхаель підписав контракт з дортмундською «Боруссією». У її складі він став віцечемпіоном Німеччини у 1992 році і дійшов до фіналу Кубка УЄФА у 1993 році. У 1994 році Шульц став гравцем «Вердера», з яким у сезоні 1994/95 став віцечемпіоном країни.

## Виступи за збірну
1988 року Шульц провів сім матчів за олімпійську збірну ФРН, у складі якої виграв бронзові медалі Олімпійських ігор у Сеулі. За збірну Німеччини Міхаель зіграв у семи іграх і у її складі став віцечемпіоном Європи на першості у Швеції.

## Післяігрова кар'єра
Шульц працює агентом гравців в гамбурзькому агентстві спортивного менеджменту Extratime. Крім того, він працює на кількох німецьких телеканалах, а з серпня 2009 року також є репортером на футбольному каналі Deutsche Telekom Liga total.

## «Прокляття» Міхаеля Шульца
Хоча Шульц був одним з найкращих захисників свого покоління, найвищі титули вислизали від нього. Особливе жало в його випадку полягало в тому, що кожна команда, за яку він грав, була дуже успішною після того, як його відпускали, що призвело до припущень, що він був проклятий.
Кайзерслаутерн (1987—1989): у цей період Кайзерслаутерн був командою-середняком, яка постійно загравала з вильотом. Після того, як Шульц пішов, Кайзерслаутерн виграв Кубок Німеччини в 1990 році та чемпіонат Німеччини в 1991 році.
Боруссія (Дортмунд) (1989—1994): Боруссія була командою середньої лінії, коли Шульц був там. Але потім Шульц посварився з Маттіасом Заммером і був вигнаний, якраз перед тим, як Дортмунд виграв два чемпіонати Німеччини в 1995 і 1996 роках і Лігу чемпіонів УЄФА в 1997 році.
Вердер Бремен (1994—1997): Шульц приєднався до бременців одразу після того, як «Вердер» виграв два чемпіонати Німеччини та Кубок Німеччини. Під час його перебування на посаді «Вердер» пережив період посухи та нічого не виграв, окрім Суперкубка Німеччини 1994 року. Однак у 1999 році «Вердер» знову виграв Кубок Німеччини після того, як Шульц пішов.
У випуску німецького футбольного журналу Kicker за 1997 рік, який вийшов, коли Шульц оголосив про завершення кар'єри, його запитали в рубриці Mal ehrlich («Тепер серйозно»), чи виграє нарешті Бремен, після того, як Шульц завершив грати, що-небудь. Він відповів: «Це вірна порада! Я б поставив на це будь-коли», визнавши існування свого зурочення.

## Титули і досягнення
- Бронзовий призер олімпійських ігор: 1988
- Віце-чемпіон Європи: 1992
- Фіналіст Кубок УЄФА: «Боруссія» (Дортмунд) 1992-93

- Володар Суперкубка Німеччини (2):
  - «Боруссія» (Дортмунд) 1989
  - «Вердер» 1994